# کوه گامکونورا
کوه گامکونورا (به لاتین: Mount Gamkonora) یک آتشفشان چینه‌ای و کوه در اندونزی است که در Halmahera Barat واقع شده‌است. کوه گامکونورا ۱٬۵۶۰ متر بالاتر از سطح دریا واقع شده‌است.